# 앤드루 밴 뷰런
앤드류 밴 뷰런(Andrew Van Buren, ?~)은 영국의 다중기술 연주자이자 쇼맨으로 모든 종류의 공연장에서 서커스 스타일의 기술을 보여주는것을 전문으로 한다.

## 전기
앤드류 밴 뷰런은 그의 어린 시절을 그의 부모님의  마술과 함께 세계를 여행하며 보냈다. 불과 6주밖에 되지 않은 나이에 무대에 처음 오른 그는 극장과 서커스, 무대 위, 무대 밖, 무대 뒤에서 성장하는 자신의 직업을 배웠을 뿐만 아니라 박람회장과 다수의 텔레비전과 영화 세트에서 경험을 쌓았다. 이 시기 동안 그는 헝가리 국립 서커스단 예술가와 팀을 이루어 그에게 트릭 사이클링을 가르쳐주었고, 이것은 그가 실제 부서질 수 있는 접시로 외발 자전거 타기, 저글링 및 접시 돌리기를 수행하도록 이끌었다.

### 과거 주요 장소 및 프로젝트
반 뷰런과 그의 팀은 전 세계에서 공연을 했는데, 특히 2002년 런던 아레나의 브릿 어워드, 코먼웰스 게임 그리고 스페인 세비야에서 열린 월드 엑스포 영국 왕실 가족 앞에서 공연을 했다. 그는 정기적으로 영국 연속극 코로네이션 스트리트, 코미디언 피터 케이 그리고 룰루의 출연진과 함께 공연을 하고 공중에 나타나고 사라지고 떠다니도록 만들어왔다. 그는 정기적으로 국제 크루즈선에서 공연을 하고 아랍 에미리트 연합국에서 공연을 정기적으로 선보이는 것뿐만 아니라, 런던의 로얄 알버트 홀과 웸블리 아레나를 포함한 영국 공연장에서 일했다. 앤드류는 또한 TV와 영화 산업에서 로얄 셰익스피어 컴퍼니를 포함한 상주 공연, 맞춤 제작 및 극장 투어에 대해 조언해왔다.
2011년 9월 8일, 밴 뷰런은 홈 지역인 핸리 스토크 온 트렌트 잉글랜드에서 뉴 미첼 아트 극장의 오프닝 공연을 선보였는데, 이 공연은 그가 아동 솔로 공연자로서 작업한 첫 극장 무대였다.
2013년, 반 뷰런은 영국의 극장들을 순회하는 마술 컨설턴트, 무대공예 안무가, 고문으로 일했는데, 이 쇼는 BAFTA를 수상한 배우, 작가, 감독, 제작자 스튜어트 브레넌이 각본을 쓰고 주연을 맡았으며, 제이미 니콜스가 후디니 역을, 해리 포터 영화의 여배우 에바나 린치가 베스 후디니 역을 맡으면서 연극은 강한 평가를 받았다.

### 초기
부모님과 함께 투어를 한 후 앤드류는 어린 나이에 혼자 공연을 시작했다. 그는 나이트클럽, 레이브 및 클럽에서 일하는 쇼 비즈니스 사다리의 맨 아래에서 시작하여 새로운 수준의 쇼로 기회를 얻을 때까지, 찰스 왕세자와 웨일즈의 다이애나 비 앞에서 세계 엑스포에서 영국을 대표하도록 요청 받았다. 이 때부터 앤드류는 음악 홀의 전설 대니 라루와 함께 9주 반의 투어를 제안 받았고, 9주 반은 거의 3년 동안 대니 라루 쇼와 함께 영국 최대 극장들을 투어하는 것으로 끝났다. 이 새로운 극장 투어와 여름 시즌 쇼들이 쏟아져 들어왔고, 앤드류는 존 인먼, 리틀 앤 라지, 캐넌 앤 볼, 힌지 앤 브라켓, 놀란 시스터즈, 지미 크리켓, 레이 앨런 앤 로드 찰스, 폴 다니엘스, 그리고 대중 음악 산업의 벅스 피즈, 지우개 등 당시의 베테랑 연극 및 텔레비전 스타들과 함께 일할 수 있었다. 이 쇼들은 앤드류가 자신의 쇼를 더 큰 규모로 그리고 새로운 방향으로 확장할 수 있는 길을 열었다. 전통적인 버라이어티 쇼와 여름 시즌 쇼가 적은 것을 본 앤드류는 자신의 접시를 돌리며 기업 행사로 향했고, 그의 컨벤션, 컨퍼런스 및 회의에서, 종종 회사 CEO들과 함께 글로벌 대기업에서 일했고, 또한 그의 서커스 기술과 결합된 자신의 테마 마법 및 일루전 쇼를 투어했다.

### 21세기 마술쇼의 볼거리
앤드류 밴 뷰런은 2007년 시즌 동안 24명의 국제적인 공연자들의 출연진과 전세계 여행을 주제로 한 수많은 대규모 환상에 의해 지원을 받은 "밴 뷰렌의 아브라카다브라 매직 어라운드 더 월드 인 블랙풀 타워 서커스"라고 불리는 대규모 마술 일루전 쇼를 선보였다. 반 뷰렌과 그의 팀은 또한 그들의 쇼에 혼합된 그들의 테마가 있는 마술 환상과 서커스 기술과 함께 세계에서 가장 큰 고급 크루즈 여객선에서 정기적으로 공연하는 것뿐만 아니라 중동 - UAE, 두바이, 도하, 샤르자 등에도 정기적으로 출연하고 있다.

앤드류와 앨리슨은 현재 축제, 카니발, 축제, 집회, 농업 및 모든 형태의 야외 행사에서 공연되는  야외 아레나 쇼로 영국을 개인적으로 투어하고 있다. 이 쇼는 그들의 투어링  극장 무대에서 공연된다.